# Саша Велур
Александар „Саша” Хеџис Стајнберг (25. јун 1987. године, Беркли), са уметничким именом Саша Велур, је амерички дрег уметник који живи у Бруклину, држава Њујорк. Саша Велур, дрег персона, је позната као победница девете сезоне Руполове драг трке 2017. године.

## Детињство и образовање
Рођењем у Берклију, у држави Калифорији добија име Александар Хеџис Стајнберг. Одраста у Конектикату све до девете године, када се са породицом сели у Урбану, у државу Илиноис. Александар је једино дете Марка Стајнберга, учењака руске историје и професора на катедри за историју при Универзитету Илиноиса, и Џејн Хеџис, која је радила као уредник за новинско издање универзитета Јејл и као извршни уредник „Словенског прегледа”. Александар је руско-јеврејског порекла и снажно се поистовећује са вером свога оца.
Средњу школу завршава 2004, а након тога једно време хонорарно ради као радник обезбеђења у музеју Ермитаж у Санкт Петербургу у Русији. После тога ради као стажиста у Берлинској опери у Немачкој.

## Каријера

### Руполова дрег трка и признања публикација
Саша Велур се пријављивала за осму сезону Руполове дрег трке, али није била изабарана. Најзад 2017. се такмичила и победила у деветој сезони. Након учешћа у телевизијком такмичењу, Сашина карије се проширила и у свет моде тако да је 2018. године она изабрала 40 ЛГБТ манекенки које су прошетале пистом на отварању њујоршке недеље моде. Њено умеће шминкања и осећај за моду представљени су и у часописима Вог, Венити Фер, Космополитан и другим.

### Велур, дрег магазин
Александар 2015. године оснива заједно са својим партнером Џонијем магазин под називом Велур, дрег магазин, полугодишње издање које обрађује интервјуе, илустрације и фоторгафију кроз које се објашњава сврха, снага и лепота дрега.

### Приватни живот
Од 2013. године живи у Бруклину, заједно са својим партнером Џоном Џејкобом Лијем (познатији као Џони Велур) и њиховим псом, италијанским хртом Вањом. Александар себе види као родну краљицу тако да када је ван дрега није битно којом родном одредницом се помиње, али за лик Саше Велур каже да се декларише у женском роду.
Обријаном главом (која представља Сашин печат) се солидарише и одаје почаст својој преминулој мајци, Џејн Хеџис, која је 2015. изгубила битку са раком, а током лечења и терапије је изгубила косу.